# Marlon Brando Sr.
Marlon Brando Sr. (Omaha, 11 de enero de 1895-Los Ángeles, 17 de julio de 1965) fue un productor de cine estadounidense, padre de los actores Marlon Brando y Jocelyn Brando.

## Biografía
Nació en la ciudad de Omaha siendo el hijo de Marie (apellido de soltera Holloway), un ama de casa, y de Eugene Brandau. Tenía raíces de Alemania y de los Países Bajos. En 1918, se casó con Dorothy Pennebaker, en Douglas, con la que estuvo casado hasta el fallecimiento de ella en 1954. Al año de casados, nació la actriz Jocelyn Brando en San Francisco. Tres años después, en 1922, nació su segunda hija, Frances Brando. Por último, siendo así el hijo menor, nació el conocido actor Marlon Brando en 1924 en la ciudad natal de su padre, Omaha.
A pesar de la carrera de Brando, fue un mujeriego alcohólico que hizo poco para evitar el descenso de su esposa en el alcoholismo, que la mató a una edad relativamente joven en 1954. La familia Brando cambiaba a menudo de domicilio, pasando de Nebraska a Illinois y finalmente (sin Brando padre) a Nueva York, donde sus tres hijos asistieron a escuelas de arte. Brando padre participó en la Primera Guerra Mundial, lo que le hizo ganarse un carácter duro y poco afectuoso, por lo que la relación con sus hijos fue bastante mala hasta que murió el 17 de julio de 1965 a la edad de 70 años.

## Carrera
La carrera de Brando empezó cuando su hijo Marlon Jr. le hizo el jefe de personal de su compañía de producción en Hollywood, Producciones Pennebaker, nombrada así por la madre de Marlon Jr. La compañía produjo muchas películas con actores como James Cagney, Gary Cooper, Paul Newman y Sidney Poitier, además del propio Marlon Brando Jr.
| Año  | Producción                           | Cargo               |
| ---- | ------------------------------------ | ------------------- |
| 1961 | Sombras de sospecha, con Gary Cooper | Productor ejecutivo |
| 1965 | Wild Seed                            | Productor ejecutivo |